# (16420) 1987 UN1
1987 يو أن 1 (ويعرف أيضًا باسم (16420) 1987 يو أن 1 وفق تسمية الكوكب الصغير) (بالإنجليزية: 1987 UN1)‏ هو كويكب ضمن حزام الكويكبات؛ وترتيبه 16420 من حيث الاكتشاف.
اكتُشف هذا الجُرم الفلكي بواسطة هيروشي كانيدا في 28 أكتوبر 1987.

## وصلات خارجية
- (16420) 1987 UN1 في قاعدة بيانات مختبر الدفع النفاث لأجرام النظام الشمسي الصغيرة

- الاكتشاف · مخطط المدار ·  العناصر المدارية · المعلمات المادية

- (16420) 1987 UN1 على موقع ويكي سكاي: DSS2, SDSS, GALEX, IRAS, Hydrogen α, X-Ray, Astrophoto, Sky Map, Articles and images